# Ant Banks
Pour les articles homonymes, voir Tony Banks et Banks.
Ant Banks, de son vrai nom Anthony Banks (né le 4 mars 1966 à Oakland en Californie), est un rappeur, producteur et compositeur américain.

## Biographie
Durant son enfance, il fait partie d'un groupe à l'école qui apprenait à jouer d'une multitude d'instruments. Il apprend à jouer du classique, mais se met lui-même à faire de la funk, influencé par Parliament, Funkadelic ou encore The Gap Band sur son clavier Casio. Intéressé par la composition musicale, il commence à produire pour le plaisir. Banks enregistre ensuite plusieurs chansons avec son ami, le rappeur d'Oakland MC Ant, et vendront leurs titres à l'arrière de leur voiture au lycée. Avec les paroles de MC Ant et les productions de Ant Banks, le groupe attire le buzz dans les rues, accroissant leur popularité dans toute la ville. En 1987, Banks produit le premier album de MC Ant intitulé The Great, publié en 1989 sur Raw Dog Records. En 1989, il produit le premier album Let It Be Known de Spice 1, publié en 1991 sur Triad Records. Après les productions de Pooh-Man et de Dangerous Dame, les ventes de ses albums se comptent entre 100 000 et 300 000 unités avec ces quatre albums[réf. nécessaire], ce qui le propulse à la tête de la scène hip-hop de la région de la baie de San Francisco durant le début des années 1990. Il compose également des titres pour Too $hort, E-40, Spice 1, Snoop Dogg et 3X Krazy.
Grâce à ses connaissances, Banks signe avec le label Jive Records, et publie son premier album studio, Sittin' on Something Phat en 1993,. L'album, classé 123e au classement Billboard 200, contient des instrumentations live, comme des morceaux de guitare par l'ancien membre de Parliament, Michael Hampton. La même année, Banks se dispute avec le rappeur d'Oakland, Pooh-Man. Le 10 mai 1994, Banks publie son deuxième album, The Big Badass classé 88e du Billboard 200 ; il suit d'un troisième album, Do or Die le 24 octobre 1995 classé 36e des R&B Albums.
En 1996, Banks apparaît sur la compilation de Red Hot Organization, America is Dying Slowly, avec Biz Markie, le Wu-Tang Clan et Fat Joe, entre autres. Le CD est publié pour récolter des fonds pour le SIDA en Afrique, et obtient une bonne note de la part du magazine The Source. En 1999, Banks fonde le groupe T.W.D.Y. (acronyme de The Whole Damn Yay) avec Rappin' 4-Tay et Captain Save'm. Leur premier album, Derty Werk, est publié en 1999 avec le single Players Holiday avec Too $hort, Mac Mall et Otis and Shug, joué à la radio. Ant Banks met fin la même année à sa dispute avec son ancien ami Pooh-Man et publient une chanson ensemble, Ride wit Me.
En 2000, T.W.D.Y. sortent leur second album, Lead the Way. Ant Banks et Captain Save'm restent dans le groupe et Dolla Will remplace Rappin' 4-Tay. Dans leur album Homework, les membres de Daft Punk remercient Ant Banks dans leur livret pour leur avoir donné de l'inspiration, grâce à ses compositions « funky ».

## Discographie

### Albums studio
- 1993 : Sittin' on Somethin' Phat
- 1994 : The Big Badass
- 1995 : Do or Die

### Compilations
- 1997 : Big Thangs
- 1998 : The Best of Ant Banks

### Albums collaboratifs
- 1995 : Don't Try This at Home (avec The Dangerous Crew)
- 1999 : Derty Werk (avec T.W.D.Y.)
- 2000 : Lead the Way (avec T.W.D.Y.)